# The Afters
The Afters es una banda de rock cristiano fundada en Dallas, Estados Unidos por Joshua Havens y Matt Fuqua. Ambos trabajaban como empleados en un local de Starbucks en Mesquite, donde interpretaban canciones para los clientes hasta que decidieron formar una banda. Posteriormente Brad Wigg y Marc Dodd, también trabajadores del local, se unieron al grupo que recibió el nombre de Blisse. Son conocidos por interpretar temas como «I Will Fear No More», «Beautiful Love», «Light Up The Sky», «Lift Me Up» y «Never Going Back to OK», tema que llegó al primer puesto de canciones más reproducidas según la sección cristiana de la revista R&R en 2008.

## Historia

### Screaming Mimes (1999-2000)
Antes de juntarse los cuatro integrantes, Matt y Josh tocaron en varios locales de Dallas bajo el nombre de The Screaming Mimes (Los Mimos Gritones), en referencia a la cita de San Francisco de Asís: "Prediquen el evangelio en todo tiempo y de ser necesario usen palabras". En este periodo, las canciones fueron las mismas que interpretarían y grabarían bajo el nombre de Blisse. Pese a que Brad era uno de los miembros del grupo, se alejó por un tiempo de la banda para introducirse en su propio proyecto de blues, en el cual era el primer guitarrista. Blisse estuvo conformado por Matt, Josh, Eric Kitchens y Niko Red Star.

### Blisse (2000--2002)
Con el nombre de Blisse, la banda grabó un EP de 6 canciones en 2000. De este proyecto, consiguieron los suficientes fondos como para realizar "When the World Is Wonderful", que fue su primer álbum independiente lanzado en 2002. Este álbum contiene canciones que aparecieron en su primer álbum bajo contrato: "I Wish We All Could Win". Ese mismo año lanzaron un DVD en vivo filmado en un local de Dallas llamado The Door.

### I  Wish We All Could Win (2002–2006)
Debido a que ya existía un grupo musical con el nombre "Blisse", la banda se cambió de nombre a "The Afters" y continuaron tocando en clubes de Dallas. Pronto fueron descubiertos por INO Records, discográfica con la cual firmaron. Después de esto, llegaron a Epic Records. Su primer álbum bajo una discográfica, "I Wish We All Could Win", fue lanzado el 22 de febrero de 2005. El primer sencillo fue «Beautiful Love», escrito por Josh Havens acerca de un tiempo cuando su esposa se encontraba en el extranjero haciendo ayuda humanitaria. El video musical del sencillo logró el premio "Streaming Video" de mtvU en 2005. Además, "Beautiful Love" se convirtió en el tema musical de "8th & Ocean", un show de MTV que trataba sobre la vida de diez modelos masculinos y femeninos que vivían en Miami. La canción apareció también en la película de 2006: "Just My Luck". Otra canción del disco, «Until The World» fue el tema principal de "Beautiful People", una serie televisiva que salió al aire en ABC Family.
Debido al éxito en su primer año, la banda fue nominada en 2006 a los GMA Dove Awards en 3 categorías. Recibieron el premio de artista nuevo del año.

### Never Going Back to OK (2006–2008)
The Afters actualmente trabajan con INO Records y Columbia Records. En agosto de 2006 empezaron a grabar su segundo álbum de estudio, "Never Going Back to OK". Se iba a lanzar en un principio el 26 de diciembre de 2007 según publicaron en MySpace pero finalmente terminaron lanzándolo el 26 de febrero de 2008.
El primer sencillo se tituló igual que el álbum: "Never Going Back to OK" y se estrenó el 16 de octubre de 2007 en Total Axxess. La canción obtuvo buenos resultados en los listados musicales de diciembre de 2007 de la revista R&R. Alcanzó el primer lugar en el chart de CHR de R&R en marzo de 2008 y fue considerada como la canción más tocada en Estados Unidos en radios cristianas durante ese año.
En la primavera de 2008, la banda realizó una gira junto a Falling Up, Ruth y Everyday Sunday.

### Light Up the Sky (2009-2011)

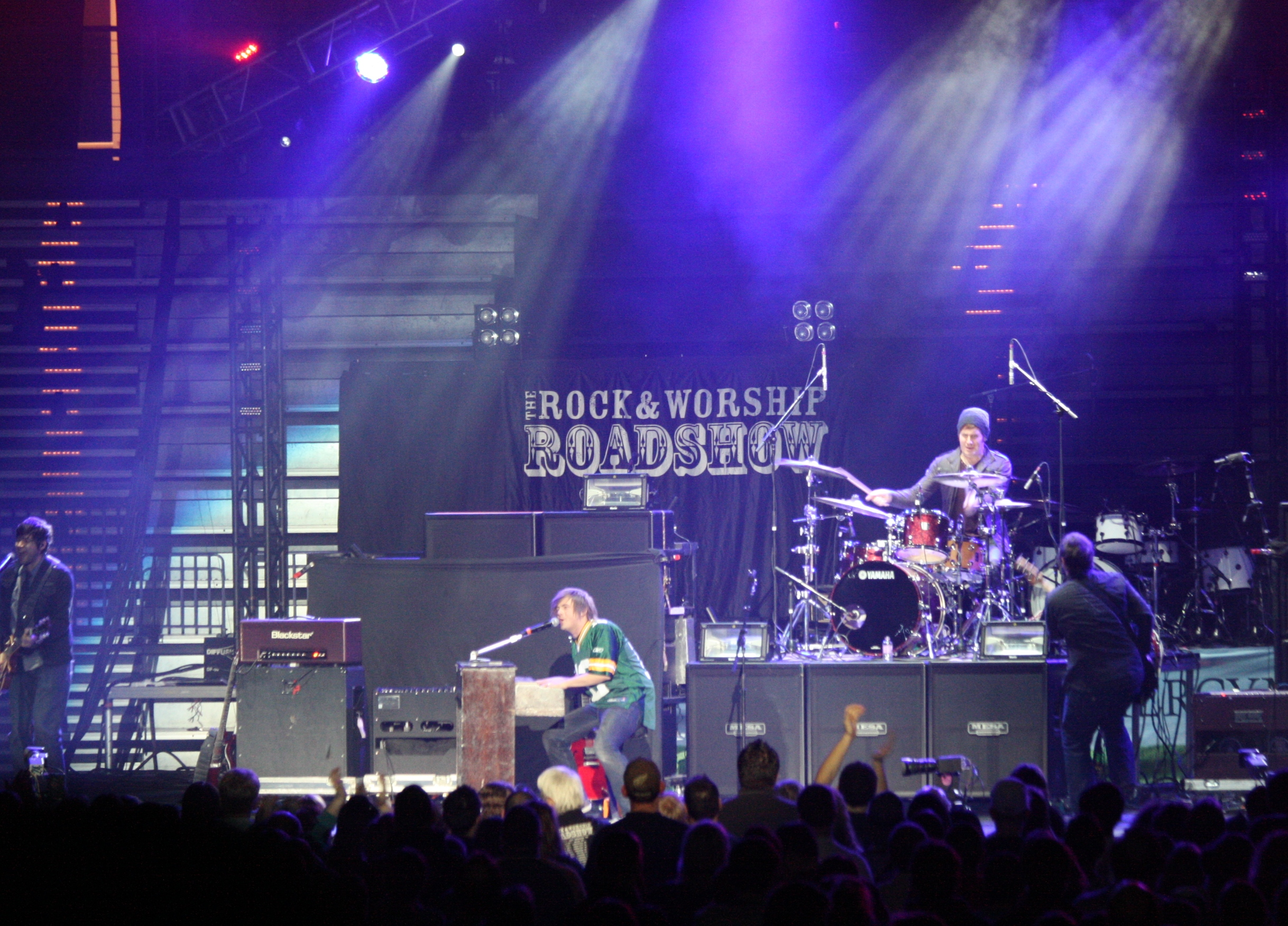
The Afters en el Rock & Worship Roadshow en 2011.

The Afters empezaron a grabar su siguiente álbum en octubre de 2009. La nueva producción, titulada "Light Up the Sky", fue lanzada el 14 de septiembre de 2010. El primer sencillo llevó el mismo nombre del álbum y llegó a convertirse en un hit. Alcanzó el primer lugar en la radio Christian CHR de Billboard, además de aparecer en The Hills de MTV. En enero de 2011, la banda se unió a la gira de Rock And Worship Roadshow encabezada por MercyMe. Light Up the Sky fue producida por Dan Muckala.

### 2012 - presente
La banda anunció que estaban preparando un nuevo álbum y el 17 de abril de 2012 lanzaron un sencillo promocional titulado «Life is Beautiful» a través de iTunes. Esta canción formó parte de la banda sonora de la película October Baby. A través de su cuenta de Facebook, el grupo anunció el 9 de febrero de 2013 que habían terminado de grabar y Que el 16 de abril del mismo año se iba a lanzar Life Is Beautiful. El 19 de febrero se lanzó el segundo sencillo, titulado «Every Good Thing».
El 28 de agosto de 2015 la banda lanzó el sencillo «Live on Forever», sencillo principal de Live on Forever, quinto álbum de estudio que vio la luz en 2016 con Fair Trade Records.
En 2018, el sencillo «The Beginning and Everything After» entró en el listado de Billboard 100 y fue seguido por «I Will Fear No More» en noviembre, el cual superó las 7 millones de reproducciones en Youtube, como parte de la sexta producción del grupo, titulada Fear No More.

## Miembros de la banda
- Joshua Havens - Voz, teclados y guitarra
- Matt Fuqua - Voz y guitarra
- Jordan Mohilowski - Batería
- Dan Ostebo - Bajo
- Brad Wigg - Guitarra, bajo y voz (exmiembro)
- Marc Dodd - Batería (exmiembro)
- Niko Red Star - Bajo (exmiembro)

## Discografía

### Álbumes de estudio
| 2002                                              | When the World Is Wonderful - Discográfica: Independent | —  | —  | —  | —  | — |
| 2005                                              | I Wish We All Could Win - Discográfica: Epic            | —  | —  | 24 | 40 | — |
| 2008                                              | Never Going Back to OK - Discográfica: Columbia         | 41 | 10 | 1  | —  | 9 |
| 2010                                              | Light Up the Sky - Discográfica: Columbia/INO           | —  | —  | 11 | —  | — |
| "—" denota que el lanzamiento no entró en listas. |                                                         |    |    |    |    |   |

### Álbumes y DVD en vivo
- Live @ the Door (2002) (como Blisse)

### EP
- Never Going Back to OK - EP (2008)

### Sencillos
| Año  | Sencillo                  | Posición en listas | Posición en listas | Posición en listas | Posición en listas | Álbum                   |
| Año  | Sencillo                  | US Hot 100         | US Adult Top 40    | US Christ          | US Heat            | Álbum                   |
| 2005 | «Beautiful Love»          | 55                 | 29                 | 37                 | -                  | I Wish We All Could Win |
| 2005 | «You»                     | -                  | -                  | 4                  | -                  | I Wish We All Could Win |
| 2006 | «All That I Am»           | -                  | -                  | 13                 | -                  | I Wish We All Could Win |
| 2006 | «Someday»                 | -                  | -                  | 25                 | -                  | I Wish We All Could Win |
| 2008 | «Never Going Back to OK»  | -                  | -                  | 16                 | -                  | Never Going Back to OK  |
| 2008 | «Keeping Me Alive»        | -                  | -                  | -                  | -                  | Never Going Back to OK  |
| 2008 | «We Are the Sound»        | -                  | -                  | -                  | -                  | Never Going Back to OK  |
| 2009 | «Ocean Wide»              | -                  | -                  | 23                 | -                  | Never Going Back to OK  |
| 2010 | «Light Up the Sky»        | -                  | -                  | 1                  | 17                 | Light Up the Sky        |
| 2011 | «Lift Me Up» *            | -                  | -                  | 3                  | -                  | Light Up the Sky        |
| 2019 | «Lightning»               |                    |                    |                    |                    |                         |
| 2022 | «Say Goodbye (Say Hello)» |                    |                    |                    |                    |                         |

* Actualmente en listas.

## Premios y nominaciones
| Año  | Premio                       | Categoría                                    | Trabajo nominado         | Resultado |
| ---- | ---------------------------- | -------------------------------------------- | ------------------------ | --------- |
| 2006 | GMA Dove Awards              | Artista nuevo del año                        | The Afters               | Ganadores |
| 2006 | GMA Dove Awards              | Canción rock/contemporánea del año           | «Beautiful Love»         | Nominados |
| 2006 | GMA Dove Awards              | Álbum rock/contemporáneo del año             | I Wish We All Could Win  | Nominados |
| 2009 | GMA Dove Awards              | Canción del año                              | «Never Going Back to OK» | Nominados |
| 2009 | GMA Dove Awards              | Canción rock/contemporánea del año           | «Never Going Back to OK» | Nominados |
| 2009 | GMA Dove Awards              | Álbum rock/contemporáneo del año             | Never Going Back to OK   | Ganadores |
| 2016 | GMA Dove Awards              | Canción rock/contemporánea del año           | «Live On Forever»        | Nominados |
| 2016 | GMA Dove Awards              | Video corto del año                          | Live On Forever          | Ganadores |
| 2011 | ASCAP Christian Music Awards | Una de las canciones más reproducidas        | «Light Up The Sky»       | Ganadores |
| 2014 | ASCAP Christian Music Awards | Una de las canciones más reproducidas        | «Every Good Thing»       | Ganadores |
| 2012 | BMI Christian Music Awards   | Una de las canciones más sonadas de la radio | «Lift Me Up»             | Ganadores |
| 2015 | BMI Christian Music Awards   | Una de las canciones más sonadas de la radio | «Broken Hallelujah»      | Ganadores |
| 2005 | MtvU Awards                  | Streaming Video                              | Beautiful Love           | Ganadores |
| 2013 | Premios AMCL                 | Canción inglesa del año                      | «Every Good Thing»       | Nominados |